# Molino Boriles
El molino Boriles, también conocido como molino Maluca es un antiguo molino hidráulico ubicado en la villa segoviana de Cuéllar (España). 
Fue construido a finales del siglo XVIII y formó parte del grupo de molinos que la villa y su Comunidad de Villa y Tierra utilizó durante siglos para la molienda del cereal. Está situado en el camino llamado del Molino, dejó de funcionar en los años 1970 y aún se conserva el molino, la vivienda del molinero y otras edificaciones adyacentes de las que se servía el conjunto. Se trata de un edificio rectangular de fábrica de mampostería, y se accede al molino a través de un cárcavo de arco de medio punto de fábrica de ladrillo caravista.